# Gast
Gast er et besætningsmedlem om bord på en båd eller et skib, der har en eller anden nærmere angivet bestilling. 
For eksempel agtergast og baksgast, folk, der henholdsvis har arbejde agter eller forude. 
Svabergast, en mand, der gør rent ved at svabre vand op. 
I sejlskibe kaldes de folk, der gør sejlene los og fast, undersejlsgast, mærsejlsgast, bramsejlsgast osv. 
En mand, der er fast ansat til vejrs, kaldes topsgast. 
I ældre tid havde man i skibene entregast, der skulle deltage i entringen af fjendtlige skibe. 
Kapergast var en mand, der gjorde tjeneste om bord i et kaperskib. Gaster anvendes ofte i tiltale til dele af besætningen, der stilles op til mønstring og skal udføre et eller andet arbejde. 
Landlovsgast, de folk der har fri og skal i land.
I sejlsport bruges også udtrykket gast, gast der den eller de der ikke er skipper som sidder ved roet.